# تانوغة
تانوغة هي قرية مغربية شمال المملكة. تنتمي تانوغة لإقليم بني ملال. تضمت هذه القرية 10.874 نسمة (إحصاء 2004).